# Awesome City Club BEST
『Awesome City Club BEST』（オーサム・シティー・クラブ・ベスト）は、Awesome City Clubの初となるベスト・アルバムである。2017年8月23日にCONNECTONEから発売された。

## 解説
アルバム『Awesome City Tracks』シリーズが最終章の『Awesome City Tracks 4』が発売され、それらをまとめて一つのアルバムとなっている。

## 収録曲
1. ASAYAKE
2. 青春の胸騒ぎ
3. 今夜だけ間違いじゃないことにしてあげる
4. Vampire
5. Don’t Think Feel
6. アウトサイダー
7. GOLD
8. Lullaby for TOKYO CITY
9. 涙の上海ナイト
10. 4月のマーチ
11. Lesson
12. Children

### 初回限定盤DVD
Awesome Talks –One Man Show 2017- (2017.05.19 at Akasaka BLITZ) 
1. Movin’ on
2. GOLD
3. Vampire
4. アウトサイダー
5. 愛ゆえに深度深い
6. Sunriseまで
7. 青春の胸騒ぎ
8. It’s So Fine
9. Don’t Think, Feel
10. 今夜だけ間違いじゃないことにしてあげる
11. 涙の上海ナイト
12. Action!

Music Video
1. 4月のマーチ
2. 涙の上海ナイト
3. アウトサイダー
4. GOLD
5. Lullaby for Tokyo City
6. Don’t Think, Feel
7. 今夜だけ間違いじゃないことにしてあげる
8. 青春の胸騒ぎ